# Estavannens
Estavannens (Èthavanin  en patois fribourgeois) est une localité et une ancienne commune suisse du canton de Fribourg, située dans le district de la Gruyère.

## Histoire
La localité est située sur la rive droite de la Sarine, comprenant Estavannens-dessus et Estavannens-dessous. L'ancienne commune fit partie du comté de Gruyère jusqu'en 1555, du bailliage de 1555 à 1798 puis du district du même nom. En 1369, Rodolphe IV de Gruyère affranchit de la mainmorte diverses famille d'Estavannens, en 1388 toutes les communautés de la châtellenie et, en 1396, il accorda de nouvelles libertés aux habitants de la localité.
Lorsque Fribourg devint maître d'une partie du comté de Gruyère en 1555, des habitants d'Estavannens se révoltèrent. Relevant d'abord de Broc, Estavannens devint paroisse en 1578 et comprit Grandvillard jusqu'en 1614. Le village était actif dans le tressage de la paille au XIXe siècle. En 2000, plus de la moitié des emplois offerts à Estavannens relevaient du secteur primaire, notamment l'élevage et les prairies. Le cercle scolaire primaire est en commune avec Grandvillard, Enney et Villars-sous-Mont dès la fin du XXe siècle. Estavannens a organisé cinq fêtes populaires de la poya de 1956 à 1989.
En 2004, Estavannens fusionne avec ses voisines d'Enney et Villars-sous-Mont pour former la commune de Bas-Intyamon.

## Patrimoine bâti
- Nouvelle église consacrée en 1635

- Chapelle Sainte-Marie-Madeleine qui date du XIVe siècle

- Chapelle du Dâ qui date de 1846

## Transports
Depuis 1904, la gare ferroviaire d'Enney, sur la ligne Châtel-Saint-Denis-Montbovon, dessert Estavannens qui est aussi relié à Bulle par un bus.

## Toponymie
1231 : Extavanens

## Démographie
Estavannens comptait 192 habitants en 1811, 246 en 1850, 208 en 1860, 258 en 1900, 342 en 1920, 313 en 1950, 258 en 1970, 280 en 2000.

## Personnalité liée à Estavannens
Joseph Jaquet, (1822-1900), homme politique originaire d'Estavannens.